# Guerra de Nube Roja
La guerra de Nube Roja (también conocida como guerra de Bozeman o la guerra del río Powder) fue un conflicto bélico entre los Lakota, los Cheyenne del norte y los Arapaho contra Estados Unidos en los territorios de Wyoming y Montana desde 1866 hasta 1868. La guerra transcurrió por el control sobre el territorio del río Powder en el norte central de Wyoming. Los europeo-estadounidenses habían construido la Ruta Bozeman a través de él, que era la ruta principal a los campos de oro de Montana. La ruta fue utilizada por un número cada vez mayor de mineros, colonos emigrantes y otros, que compitieron con los Cheyenne y Lakota por los recursos y su usurpado territorio.
Los Estados Unidos llamaron la guerra por Nube Roja, un prominente jefe Sioux oglala que llevó a su banda para oponerse a los militares de EE. UU. en la zona. Él se alió con los Cheyenne del Norte y las bandas Arapahoes. Con la paz alcanzada en el marco del Tratado de Fort Laramie en 1868, los Cheyenne y Lakota lograron la victoria en esta guerra. Ellos ganaron el control reconocido del territorio del río Powder.

## Antecedentes
El descubrimiento de oro en 1863 en el área de Bannack (Montana), creó un incentivo para que los colonos blancos encontraran una vía económica para llegar a los campos de oro. Mientras que algunos emigrantes se fueron a Salt Lake City y luego al norte hasta Montana, el pionero John Bozeman y John M Jacobs desarrollaron la ruta de Bozeman de Fort Laramie al norte del país a través del río Powder al este de las Montañas Bighorn hasta Yellowstone, luego hacia el oeste más de lo que hoy es Ruta Bozeman. El sendero pasaba a través de las tierras de caza del río Powder de los Lakota o Sioux del oeste. Un segundo sendero, la ruta Bridger, pasó al oeste de Bighorns pero fue más largo y por lo tanto menos favorecido.
El territorio del río Powder abarca numerosos ríos (el Bighorn, Rosebud, Tongue y Powder) que fluyen hacia el noreste desde las montañas Bighorn a Yellowstone. Los Cheyenne fueron la primera tribu en la región, seguido por las bandas de Lakota. Como varias de las llanuras del norte fueron ocupadas por la colonización blanca, esta región se convirtió en el último motivo de caza virgen de los Cheyenne y varios grupos de los Lakota.
En 1865, el May. Gen. Grenville M. Dodge ordenó la expedición del río Powder contra los Lakota, Cheyenne y Arapaho. Las tropas al mando de Patrick E. Connor derrotaron a los Arapaho en la Batalla del río Tongue. La batalla finalizó la capacidad de los Arapaho de hacer la guerra en la ruta Bozeman, pero la expedición no pudo llevar a los Lakota a la batalla, y fue un precursor de nuevos conflictos.

### Consejo en Fort Laramie
En la primavera de 1866, el gobierno de EE. UU. pidió un consejo con los Lakota y Cheyenne del Norte en Fort Laramie. Los funcionarios querían el consejo para discutir un tratado para obtener un protegido derecho de paso para los colonos inmigrantes a través del territorio del río Powder, y también para establecer puestos militares para proteger la carretera.
Aunque la conferencia estaba en sesión, el Cor. Henry B. Carrington, al mando del 18o Regimiento de Infantería, llegó a Laramie con los dos batallones de regimiento (unos 1.300 hombres en 16 compañías) y materiales de construcción. Tenía órdenes de establecer fuertes en el territorio del río Powder con el 2º Batallón de la Infantería 18.  El 3 º Batallón fue a los puestos de guarnición a lo largo de la antigua Senda de Oregón, ahora la carretera de Platte. Carrington eligió el 2º Batallón porque contenía 220 soldados veteranos consolidados después de la Guerra Civil Norteamericana.
La comisión de paz de EE. UU. fue negociada en mala fe con los Lakota y Cheyenne del Norte. Ellos ofrecieron anualidades para aliviar el hambre cercana, pero mantuvo en secreto los planes de EE. UU. de construir fuertes a lo largo de la ruta Bozeman. Dull Knife (Estrella de la Mañana) firmó el tratado para los Cheyenne del Norte.
Nube Roja, que asistió al consejo, se indignó que el ejército estaba trayendo tropas antes que los Lakota accedieran a un puesto de control militar por la zona. Nube Roja y sus seguidores dejaron el consejo en señal de protesta, nunca firmaron el tratado y prometieron resistencia a cualquier blanco que trataran de utilizar el camino o que ocupara el territorio del río Powder.

## La guerra
A pesar de estas advertencias, el coronel Carrington entró en el territorio del río Powder con 750 hombres (500 de ellos reclutas sin entrenamiento) y unos 200 de caballería montada, que pertenecian al 7º de Caballería de Iowa y el 13º de Caballería de Nebraska. Estos dos regimientos disponían de buenas monturas y los hombres eran veteranos de la  Guerra Civil Norteamericana Carrington restauró el Fuerte Reno, dejando a dos compañías allí para relevar a las dos compañías del 5º de Voluntarios de EE. UU. (apodados "yankees galvanizados"), que había guarnecido el fuerte durante el invierno. Partiendo hacia el norte, Carrington fundó el Fuerte Phil Kearny en Piney Creek, en lo que hoy es el noroeste de Wyoming. A partir de ahí dos compañías de la 18ª avanzaron 91 millas al noroeste, donde el 13 de agosto, se estableció un tercer puesto, Fort C.F. Smith en el río Bighorn.
Bandas aliadas de los Lakota, Cheyenne y Arapaho operaban en la zona bajo el liderazgo de Nube Roja y empezaron a hostigar a los fuertes Phil Kearny y CF Smith. Los indios llegaron a bloquear por completo la ruta Bozeman, atacando a las cuadrillas para recoger leña, los carteros, los emigrantes y los comerciantes. A pesar de que 175 soldados fueron asignados a los fuertes Reno y CF Smith, y 400 al Fuerte Phil Kearny, la mayoría no estaban entrenados. Carrington tenía suficientes tropas solo para proteger sus puestos y los trenes de suministro. No fue capaz de proporcionar escoltas a los emigrantes en el camino, o participar en operaciones agresivas.
Carrington era un ingeniero designado por motivos políticos. Carecía de experiencia en combate. Empleó a sus tropas en la construcción de fortificaciones en lugar de luchar contra los indios. Esto se debió en parte a su llegada a la región a mediados de julio, cuando trató de prepararse para el invierno. Dada la severidad de los inviernos de Wyoming, esta estrategia era razonable, pero muchos de sus oficiales jóvenes, ansiosos de luchar, se enfurecieron. La mayoría eran veteranos de la Guerra Civil, pero que no estaban familiarizados con la lucha contra los indios y creyeron que los guerreros nativos podían ser fácilmente derrotados. Criticaron la falta de voluntad aparente de Carrington para luchar contra los indios. Carrington respetaba la capacidad de lucha de sus enemigos, su mejor conocimiento del terreno, y lo más importante, su muy superior número.

### Los ataques contra el tren de madera
En noviembre de 1866, los capitanes William J. Fetterman y James Powell llegaron al Fort Phil Kearny desde la guarnición de los cuarteles generales de la 18º Infantería en el Fuerte Laramie para sustituir a varios oficiales recientemente relevados de su cargo. A diferencia de Carrington, Fetterman tenía amplia experiencia en combate durante la Guerra Civil. Sin embargo carecía de experiencia combatiendo indios americanos. Fetterman no estuvo de acuerdo con la estrategia de Carrington. Al parecer dijo que era "pasiva" y presuntamente se jactó de que si le dieran 80 hombres "él cargaria contra (toda) la nación sioux". Carrington reportó más tarde la jactancia de Fetterman al tratar de defender su propia reputación.
El 6 de diciembre, el subteniente Horace S. Bingham, al mando de la Compañía C, 2 ª de Caballería, fue asesinado por los indios al conducir una fuerza que había atacado un tren de madera. Él los había seguido, mientras se retiraban de Lodge Trail Ridge y eran abrumados. Carrington se preocupó por la tendencia de sus oficiales a seguir ciegamente a los grupos de señuelo de los Indios. Fetterman estaba indignado por lo que consideró la ineficacia de la dirección de Carrington. Entendía que el comandante del Departamento de Platte, el general Philip St. George Cooke, deseaba que la guarnición montara una campaña agresiva de invierno.

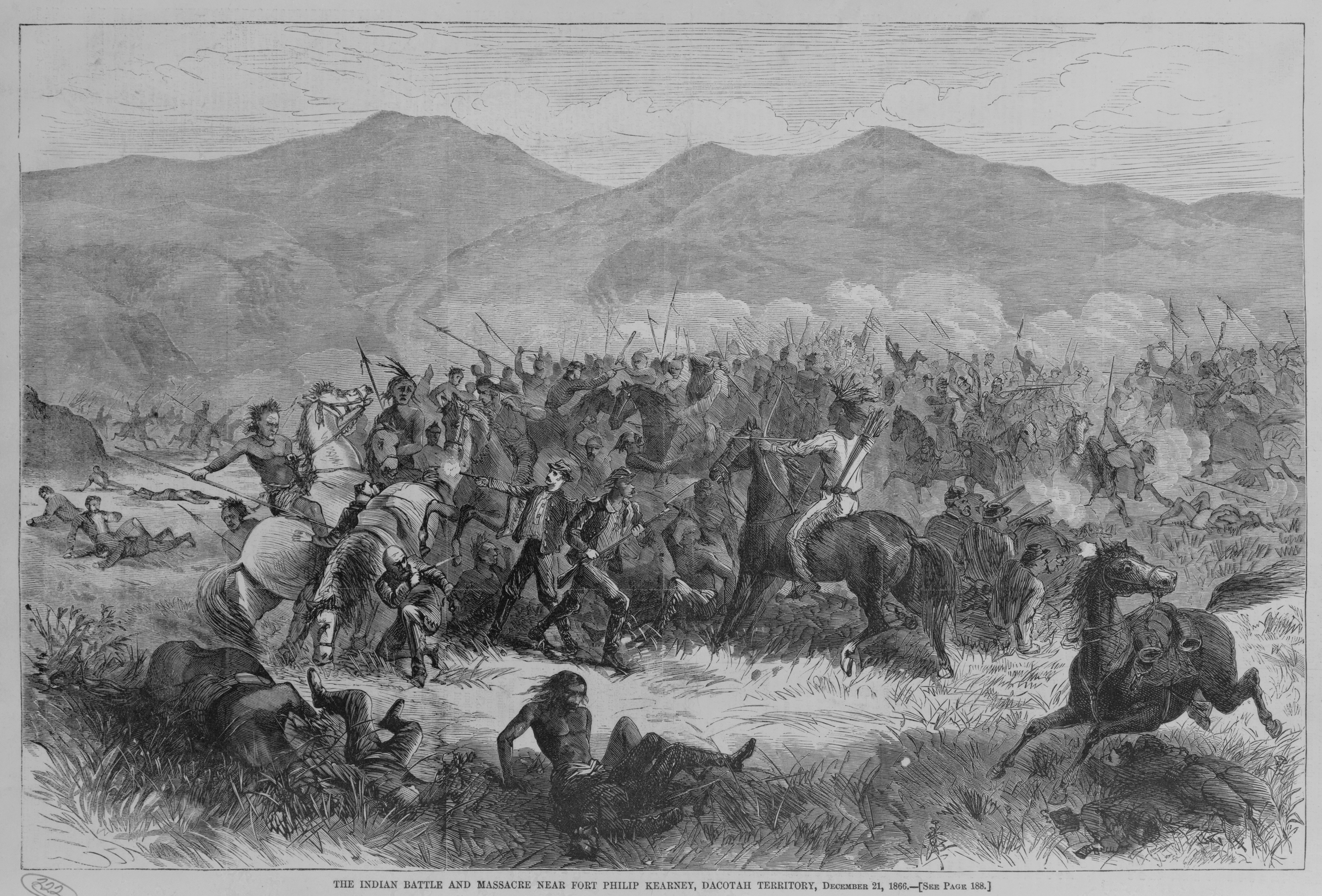
La batalla cerca del Fuerte Philip Kearney, Territorio Dakota, 21 de diciembre de 1866.

En la mañana del 21 de diciembre de 1866, el tren de madera fue atacado de nuevo. Carrington envió un grupo de socorro, compuesto de 49 soldados del 18º de Infantería, 27 soldados montados del 2ª de caballería y le dio el mando al capitán James Powell. Este oficial había dirigido una operación similar dos días antes y se negó a perseguir a los indios en la cresta. Sin embargo, al reclamar su antiguo rango (durante la guerra de Secesión) como teniente coronel, Fetterman pidió y recibió el mando del grupo de socorro. Powell se quedó atrás. Otro oficial de la 18, el teniente George W. Grummond, también crítico de Carrington, llevó a la caballería. Había estado sin líder desde la muerte del teniente Bingham a principios de diciembre.
El coronel Carrington le ordenó a Fetterman que no avance sobre Lodge Trail Ridge, porque el socorro del fuerte sería difícil. Fetterman fue acompañado por el capitán Frederick Brown, hasta hace poco el intendente del puesto y otro de los críticos de Carrington. Carrington anunció que le dijo a Grummond que le recordase a Fetterman su orden de no cruzar Lodge Trail Ridge (La caballería tenía que recuperar sus monturas antes de que pudiera seguir y ponerse al día con los soldados de infantería). El grupo de socorro contó 79 oficiales y soldados. Dos civiles, James Wheatley e Isaac Fisher, se unieron a Fetterman, con lo que la fuerza total era de hasta 81 hombres. En lugar de marchar por el camino del bosque para el socorro del tren de madera, Fetterman rápidamente se dirigió hacia el norte y cruzó las montañas hacia las colinas Sullivant hacia Lodge Trail Ridge.

### La batalla de los cien vencidos o la masacre de Fetterman

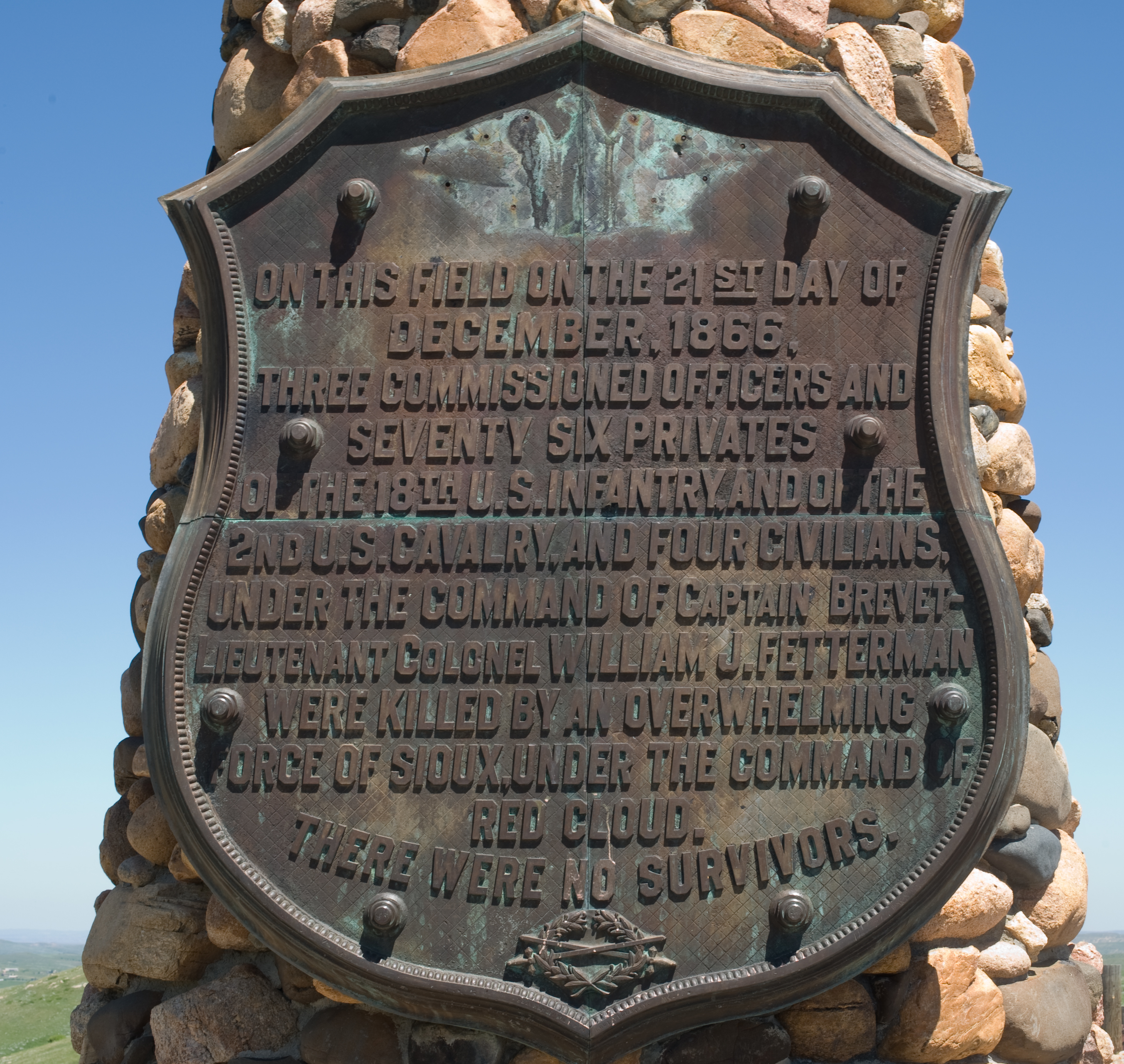
Monumento de Fetterman sobre la Colina de la Masacre

Unos minutos después de su partida, un grupo señuelo Lakota Oglala, incluyendo al guerrero Caballo Loco, apareció en Lodge Trail Ridge. Fetterman mordió el anzuelo, sobre todo porque varios de los guerreros se quedaron sobre sus caballos agitaron sus nalgas desnudas a las tropas de manera insultante. Fetterman y sus compañeros se unieron a Grummond en el cruce del arroyo, desplegados en línea de escaramuza y marcharon sobre la cordillera en la búsqueda. Corrieron hacia abajo en el valle del Peno, donde se estima que 1000-3000 indios estaban ocultos. Habían luchado contra los soldados allí el 6 de diciembre.
Aproximadamente al mediodía de ese día, los hombres en el fuerte escucharon disparos, comenzando con unos pocos disparos seguidos inmediatamente por fuego sostenido. La emboscada no fue observada, pero la evidencia indica que la caballería probablemente había cargado contra los indios. El grupo más avanzado de la caballería fue casi una milla bajando la cresta más allá de la infantería. Cuando los Cheyenne y Oglala saltaron del señuelo, los soldados no tenían escapatoria. Ninguno de ellos sobrevivió.
Los informes del grupo de entierro enviados para recoger los restos dicen que los soldados habían muerto en tres grupos. El más avanzado y, probablemente, más eficaces eran los dos civiles, armados con fusiles de repetición Henry de 16 tiros, y un pequeño número de soldados de caballería que había desmontado y halla cobijo bajo las rocas. Por la ladera,  detrás de ellos, estaban los cuerpos de la mayoría de los jinetes en retirada, armados con nuevas carabinas Spencer de 7 tiros, pero atorados por sus caballos y sin protección. Más arriba la pendiente estaba Fetterman, Brown y los soldados de infantería, armados con mosquetes casi obsoletos de la Guerra de Secesión, enfrentados a indígenas equipados con armas igualmente obsoletas. Estos soldados de a pie lucharon para protegerse por un corto tiempo, hasta que se quedaron sin municiones y fueron superados.

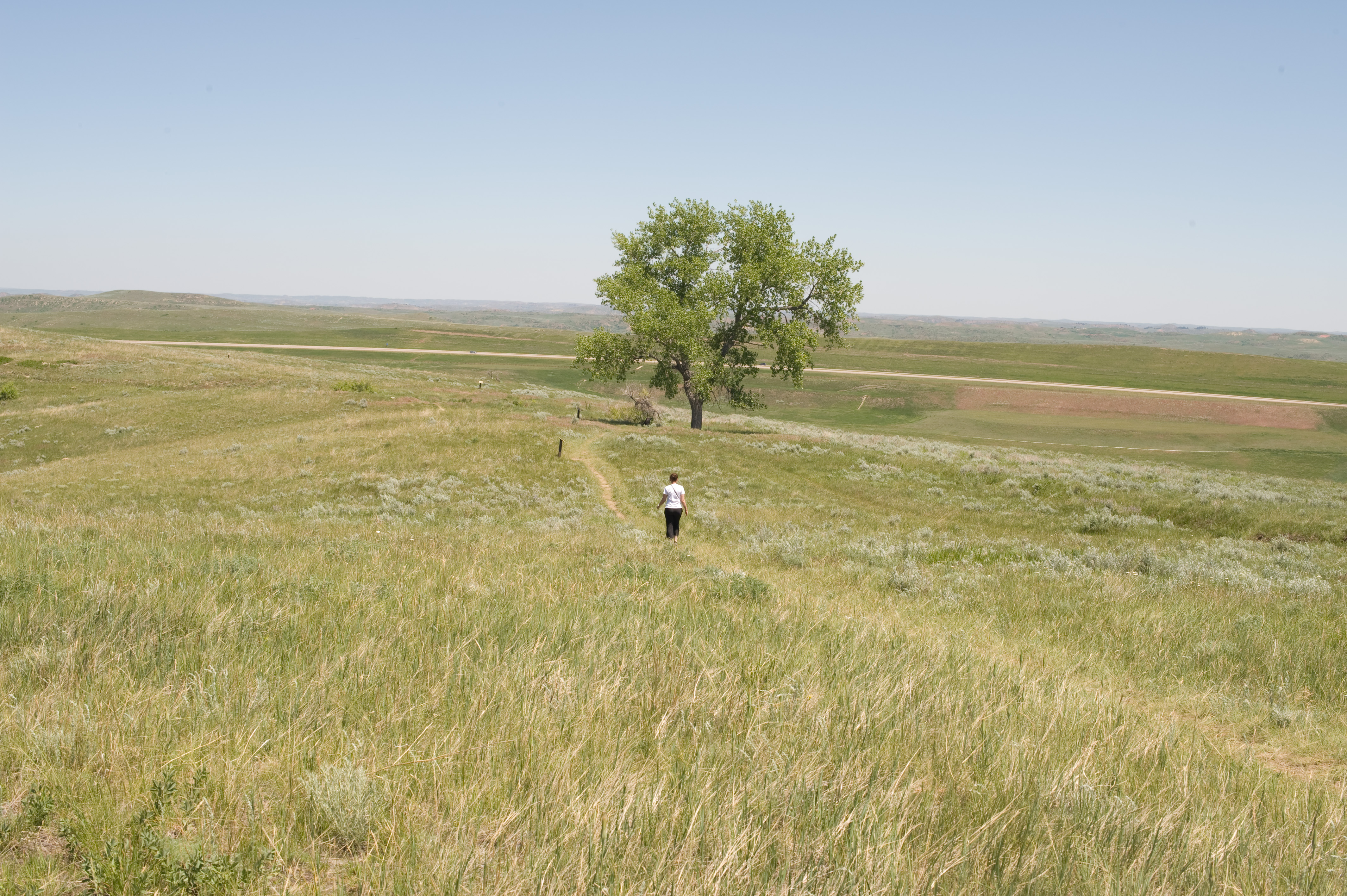
La colina Masacre mirando hacia el noreste del Monumento Fetterman

Carrington escuchó los disparos y de inmediato envió una fuerza de apoyo de 40 hombres a pie, al mando del capitán Tenedor Ten Eyck. Poco después, los 30 jinetes restantes de la Compañía C fueron enviados desmontados para reforzar a Ten Eyck, seguido por dos carros, el primero cargado precipitadamente de municiones y escoltado por otros 40 hombres. Carrington pidió una reunión inmediata de las tropas para defender el puesto. Las tropas enviadas a diversos destacamentos, incluido el reten del tren de madera, habían dejado solo 119 soldados restantes dentro de la fortaleza.
Ten Eyck tomó un atajo y llegó a la cresta mientras cesaba el fuego alrededor de las 12:45 p. m.. Él envió un mensaje de notificación que no podía ver la fuerza de Fetterman, pero el valle estaba lleno de grupos de indios, burlándose de él para bajar. Ten Eyck sufrió duras críticas por no marchar hacia el sonido de la batalla, aunque al hacerlo terminó solo en la destrucción de su fuerza, también. Ten Eyck alcanzó y recuperó los cuerpos de los hombres de Fetterman. Debido a la continua amenaza de los indios, no pudieron recuperarse los de la caballería durante dos días.
En ese momento, Fetterman y todo su destacamento de 81 hombres fueron muertos. El informe oficial de Carrington afirmó que Fetterman y Brown se dispararon entre sí para evitar ser capturados, aunque las autopsias del Ejército registraron la herida de muerte de Fetterman por el corte de un cuchillo. Sigue siendo un tema de debate. Los guerreros mutilaron la mayoría de los cuerpos de los soldados. La mayoría de los soldados muertos fueron privados de sus cabelleras, decapitados, desmembrados, destripados, y castrados incluso, hechos ampliamente difundidos por los periódicos. El único cuerpo intacto fue el de un joven corneta, Adolph Metzler. Se cree que luchó contra varios indios con solo su corneta como una maza. Aparte de sus fatales lesiones en la cabeza y en el pecho, su cuerpo fue dejado intacto y cubierto con una manta de búfalo por los indios. La razón de esto sigue siendo desconocida, aunque puede haber sido un homenaje a su valentía. La batalla se llamó la "Batalla de los Cien Asesinados" por los indios y la "Masacre de Fetterman" por los soldados. Fue la peor derrota del Ejército en las Grandes Llanuras hasta el desastre en Little Big Horn casi diez años después.
El fuerte Phil Kearny preparó una última resistencia que nunca llegó. El general Carrington sostenía a Cooke como el único responsable de la derrota y lo relevó del mando el 26 de diciembre de 1866. (Mientras que Cooke había planeado el socorro con la conversión del 2º Batallón a la Infantería 27, que ordenó de inmediato a hacer el punto de reprender a Carrington.) El General Ulysses S. Grant, al mando del Ejército de los EE. UU., no se inclinó a culpar solo a Carrington. Él relevó a Cooke el 9 de enero de 1867. Tanto un tribunal de investigación del Ejército y la Secretaría Estadounidense del Interior condujeron a investigar la masacre. El Ejército no llegó a ninguna conclusión oficial, y el Interior exoneró a Carrington.
Después de una severa lesión en la cadera, Carrington renunció a su cargo en 1870. Pasó el resto de su vida defendiendo sus acciones y condenando la presunta desobediencia de Fetterman. La conmoción de la derrota de Fetterman resultó en convocatorias públicas a revaluar la política indígena del gobierno. Los puntos de vista de Carrington llegaron a ser lo más aceptado. Colocó la culpabilidad sobre las acciones imprudentes de Fetterman.
Por otra parte, algunos críticos han dicho que Carrington podría haber recordado a Fetterman antes de que la emboscada tuviera lugar. Se pudo observar desde el fuerte el ataque contra el tren de madera se rompió alrededor de las 11:30. También en la mitigación, Fetterman pudo haber creído que tenía que apoyar a Grummond, incluso si la caballería llevó el avance en violación de las órdenes de Carrington. Dado el historial de Grummond durante la Guerra Civil, pudo haber sido mucho por delante.
Los historiadores no creen que Nube Roja participó en la batalla de Fetterman. Estuvo posiblemente presente el 2 de agosto de 1867, para la escaramuza del Círculo de carromatos cerca del Fuerte Phil Kearny. Ese día un destacamento con un pequeño ejército utilizó con éxito nuevos fusiles de retrocarga para contener a más de 1000 Lakotas y Cheyennes durante cinco horas. El Ejército tuvo un éxito similar en la escaramuza de Hayfield el día anterior.

## Tratado de Fort Laramie
Mientras que el Ejército había ordenado a Carrington que hiciera campaña contra los Sioux y Cheyenne, su sucesor en el Fuerte Kearny, el general Wessels, nunca lanzó una gran ofensiva contra de ellos. A finales del verano de 1867, a pesar de los éxitos contra los Sioux en la escaramuza de Hayfield y escaramuza del Círculo de carromatos, el gobierno cambió su política. El gobierno decidió que los emigrantes que utilicen el ferrocarril transcontinental, a continuación, empujar a través del sudoeste de Wyoming hacia Salt Lake City y la Ruta Bridger, eran mejores alternativas. No querían tratar de mantener una presencia militar cara e improductiva en el territorio del río Powder
Los comisionados de Paz fueron enviados a Fort Laramie, en la primavera de 1868. Nube Roja se negó a reunirse con ellos hasta que el Ejército abandonó los baluartes del río Powder, los fuertes Phil Kearny y CF Smith. En agosto de 1868, los soldados federales abandonaron los fuertes y procedió a Fort Laramie.
Nube Roja no llegó a Fort Laramie hasta noviembre. Firmó el Tratado de Fort Laramie de 1868, que creó la Gran Reserva Sioux, incluyendo Black Hills. La reserva cubre lo que es ahora todo el oeste de Dakota del Sur. Representantes de Cheyenne del Norte también habían firmado el tratado. Ganaron en la declaración del territorio del río Powder como territorio aborigen, para ser utilizado como una reserva de los Cheyenne y Lakota que han decidido no vivir en la nueva reserva, y como reserva de caza para todos los Lakota y Cheyenne.

## Consecuencias
Nube Roja se convirtió en el único líder indio en ganar una gran guerra contra los Estados Unidos. Fue más que un gran líder guerrero, sin embargo. Su famosa declaración sobre los tratados resume su actitud hacia la fiabilidad de los negociadores de EE. UU.: «He escuchado con paciencia las promesas del Gran Padre, pero su memoria es corta. Ahora estoy hecho con él. Esto es todo lo que tengo que decir...» Siempre estaba alerta al lidiar con representantes de los EE. UU.
Después de 1868, Nube Roja vivía en la reserva. Al ver que el número de nuevos emigrantes y tecnología de los Estados Unidos superaría a los sioux, Nube Roja se adaptaba a la lucha contra el Buró de Asuntos Indígenas de los Estados Unidos por un trato justo para su pueblo. Fue un importante líder de los Lakota a través de los años desde la transición de su cultura de las llanuras hasta el confinamiento relativo del sistema de reservas. Sobrevivió a todos los principales líderes Lakota de las Guerras Indias. Vivió hasta 1909, cuando murió en la Reserva de Pine Ridge y fue enterrado allí.
Fetterman, Brown y el resto de los soldados estadounidenses muertos en las batallas de 1866 fueron enterrados de nuevo en el cementerio nacional del monumento Nacional del Campo de Batalla de Little Big Horn, cerca de Crow Agency (Montana)